# 빅토르 뤼스티그

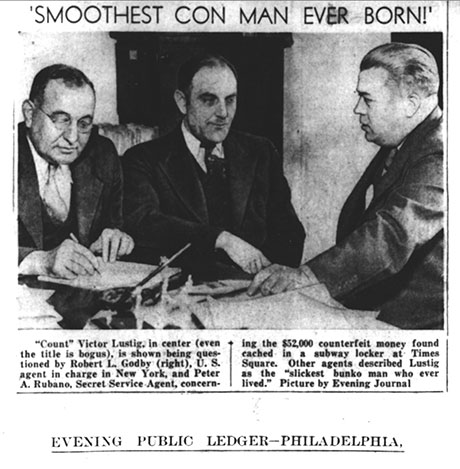

빅토르 뤼스티그(Victor Lustig, 1890년 1월 4일 ~ 1947년 3월 11일)는 체코의 사기꾼으로 에펠탑을 두차례 팔았던 것으로 유명하다. 